# Peter Medak
Peter Medak (Budapest, 23 de desembre de 1937) és un director de cinema i televisió britànic d'origen hongarès.

## Biografia
Fill d'Elisabeth (de soltera Diamounstein) i Gyula Medak, un fabricant tèxtil, la seva família és d'origen jueu. El 1956, va fugir del seu país natal cap al Regne Unit a causa de l'aixecament hongarès. Allà va iniciar una carrera en la indústria cinematogràfica, començant com a aprenent i ascendint progressivament a la posició de director de cinema.

## Carrera
Medak va signar per dirigir pel·lícules de televisió per a MCA Universal Pictures el 1963. El 1967, va signar amb Paramount Pictures per fer llargmetratges. La seva primera pel·lícula d'aquest tipus va ser Negatives (1968).
Algunes de les seves altres obres més destacades són The Ruling Class (1972), Al final de les escales (1980), The Krays (1990) i Let Him Have It (1991).
Medak també ha dirigit diversos episodis i pel·lícules de televisió, com ara The Feast of All Saints (una minisèrie), Homicide: Life on the Street, The Wire o Carnivàle.

## Vida personal
El seu matrimoni amb la seva primera dona, Katherine LaKermance, amb qui va tenir dos fills, va acabar quan ella va morir a Londres el 1972. Va tenir dos fills més amb la seva segona dona, l'actriu britànica Carolyn Seymour, de qui més tard es va divorciar. La tercera esposa de Medak va ser la cantant d'òpera Julia Migenes. Aquest últim matrimoni va durar de 1988 a 2003.

## Filmografia parcial
- Negatives (1968)
- A Day in the Death of Joe Egg (1972)
- The Ruling Class (1972)
- The Third Girl From the Left (1973)
- Ghost in the Noonday Sun (1974)
- The Odd Job (1978)
- Al final de les escales (The Changeling) (1980)
- The Babysitter (1980)
- Zorro, The Gay Blade (1981)
- Ploreu pels forasters (Cry for the Strangers) (1982)
- Hart to Hart (1982)
- Faerie Tale Theatre (1984)
  - Episodis 3.03, 3.05, 4.02, 4.07 i 6.03
- The Twilight Zone (1985)
  - Episodi 1.09
- Secrets indiscrets (The Men's Club) (1986)
- The Krays (1990)
- Let Him Have It (1991)
- Doble joc (Romeo Is Bleeding) (1993)
- Un viatge a la Lluna (Pontiac Moon) (1994)
- El geperut de Notre-Dame (The Hunchback) (1997)
- Species 2, espècie mortal 2 (Species II) (1998)
- David Copperfield (2000)
- Masters of Horror (2007)
  - Episodi 2.12
- The Wire (2002)
  - Episodi 1.03
- Carnivàle (2003)
  - Episodi 1.04
- House (2004)
  - Episodi 1.6
- Sex and Lies in Sin City (2008)
- Breaking Bad (2009)
  - Episodi 2.06
- Hannibal (2013)
  - Episodis 1.04 i 2.03
- Dating Game Killer (2017)
- The Ghost of Peter Sellers (2018)